# Popillia atra
Popillia atra är en skalbaggsart som beskrevs av Max Quedenfeldt 1884. Popillia atra ingår i släktet Popillia och familjen Rutelidae. Inga underarter finns listade i Catalogue of Life.